# 네바도델루이스산

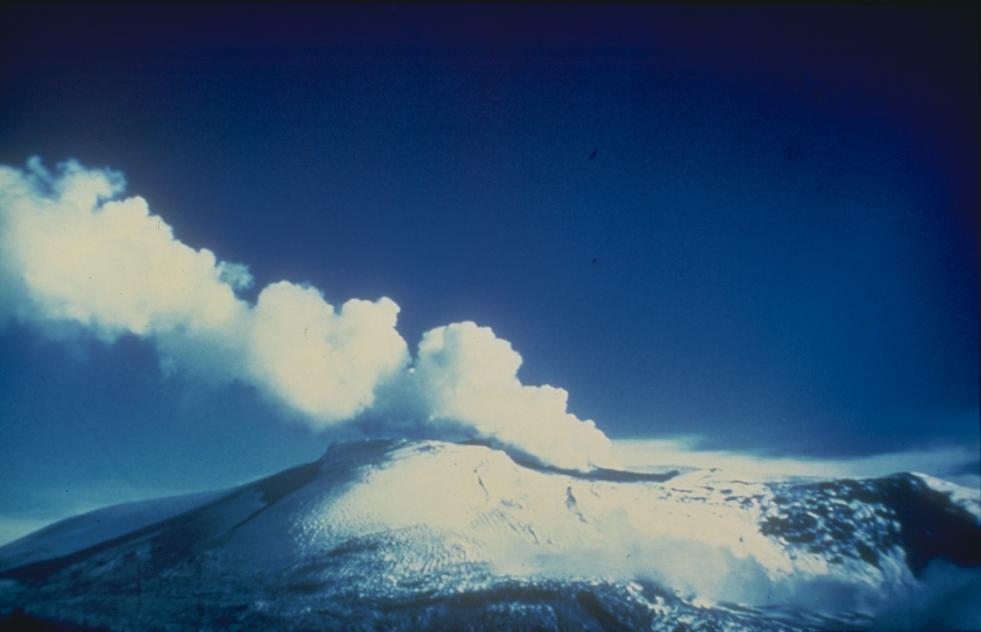

네바도델루이스산(Nevado Del Ruiz)은 콜롬비아에 있는 화산이다. 이 화산은 성층 활화산(Active Stratovolcano)이며, 해발 5,300m의 정상에는 빙하가 있다. 그리고 분화구에서 증기가 나온다. 이 화산은 안데스산맥의 불의 고리에 위치해 있다. 1985년에 큰 분출이 있었는데, 이 당시에 화산이류가 발생하여 큰 피해를 입었다. 그리고 2만 3080 명의 목숨을 앗아갔다. 그리고 가장 최근에 다시 활동을 개시하였는데, 과학자들은 최소한 몇 주 이후에 분화가 일어날 거라는 주장을 하였다.

## 같이 보기
- 아르메로의 비극